# 高等学校学科创新引智计划
高等学校学科创新引智计划（又称「111计划」）是由中华人民共和国教育部和国家外国专家局联合组织实施，以建设学科创新引智基地为手段，加大成建制引进海外人才的力度，在高等学校汇聚一批世界一流人才，进一步提升高等学校引进国外智力的层次，促进海外人才与国内科研骨干的融合，开展高水平的合作研究和学术交流，重点建设一批具有创新能力的学科，提升高等学校的科技创新能力和综合竞争力的一项计划。

## 背景
为深入贯彻落实中共十六大精神，抓住中国政治和经济实力迅速提高的历史机遇，推进中国高等学校建设世界一流大学的进程，中国教育部、国家外国专家局决定联合实施高等学校学科创新引智计划，即“111计划”。“111计划”以建设学科创新引智基地为手段，加大成建制引进海外人才的力度，进一步提升高等学校引进国外智力的层次，促进引进海外人才与国内科研骨干的融合，开展高水平的合作研究和学术交流，共同培养博士研究生，在高等学校汇聚一批世界一流人才，率先建立起一批具有原始性创新能力的学科创新引智基地，全面提升高等学校科技创新能力和综合竞争实力。

## 总体目标
瞄准国际学科发展前沿，围绕中国国家目标，结合高等学校具有国际前沿水平或国家重点发展的学科领域，以国家重点学科为基础，以国家、省、部级重点科研基地为平台，从世界排名前100位的大学及研究机构的优势学科队伍中，引进、汇聚1000余名海外学术大师、学术骨干，配备一批国内优秀的科研骨干，形成高水平的研究队伍，建设100个左右世界一流的学科创新引智基地，努力创造具有国际影响的科技成果，提升学科的国际竞争力，提高高等学校的整体水平和国际地位。

## 建设原则
按照“分步实施，动态调整，滚动支持”的原则进行：
1. 分步实施：“111计划”是项目、人才、基地三位一体紧密结合的计划，创新引智基地的布局采取分批的方式，积极稳妥地推进。
  - 第一批：2006年度设立25个左右创新引智基地，遴选范围为已进入国家“985工程”的高等学校。
  - 第二批：2007年度设立40个左右创新引智基地，遴选范围为进入国家“985工程”、“211工程”的高等学校。
  - 第三批：2008年度设立35个左右创新引智基地，遴选范围为进入国家“985工程”、“211工程”的高等学校及部分有国家重点学科的高等学校。
2. 动态调整：2006－2008年“111计划”布局工作完成后，工作重心由基地的选择过渡到水平的提升。创新引智基地将实行“总量控制，优胜劣汰，动态调整”的管理机制。对已设立的创新引智基地运行2年后进行中期评估，评估结果作为动态调整的重要依据。
3. 滚动支持：对创新引智基地的支持将采取分阶段滚动资助的办法。根据中期评估结果对合作成效好、水平提升快、协调组织得力的创新引智基地将加大支持力度；在资助期结束后对工作特别优秀的，将适当给予奖励。

## 遴选条件[2]
1. 创新引智基地遴选范围以“985工程”、“211工程”高等学校为先导，逐步扩展到有国家重点学科的高等学校。
2. 拟申报的创新引智基地应结合本校学科发展，以国家重点学科为基础，以国家、省、部级重点科研基地为平台，具有广泛深厚的国际合作研究基础，且有一定面积的研究场所和一定规模的研究实验条件。
3. 创新引智基地人员构成：
  - 聘请不少于10名海外人才，其中包括：不少于1名学术大师，不少于3名学术骨干，不少于6名来华短期学术交流学术骨干；
  - 配备不少于10名国内科研骨干。
4. 创新引智基地人员应具备的条件：
  - 海外人才应在世界排名前100位的大学或研究机构任职，且与本校有良好的相应合作研究基础。
  - 海外人才所属学科领域包括基础科学、技术与工程、管理等。
  - 海外人才应具有外国国籍或所在国家永久居留权，对中国怀有深厚感情，品德高尚，治学严谨，富于合作精神。学术大师年龄一般不超过70岁，学术骨干年龄一般不超过50岁。
  - 学术大师应为国际著名教授或同领域公认的知名学者，学术造诣高深，学术水平在国际同领域处于领先地位，取得过国际公认的重要成就。具有前瞻性、战略性的眼光，能够把握国际科学发展的趋势，引领本学科保持或赶超国际领先水平，汇聚国际上本学科的学术骨干，提出对学科或国民经济发展有重大影响的研究课题。
  - 学术骨干应具有所在国副教授以上或其他同等职位，拥有创新性思维，与学术大师有合作基础，在所属领域取得过同行公认的创新性成果。
  - 国内工作时间：学术大师每人每年不少于1个月；学术骨干每人每年不少于3个月，一般应有一名学术骨干留在基地工作；每年来华短期学术交流的学术骨干不少于6人次，时间不限。
  - 国内科研骨干应具有博士学位，5年以上科研工作经历，年龄一般不超过50岁。

## 实施与管理[2]
1. 教育部、国家外国专家局共同制定“111计划”整体规划和年度实施方案。
2. “111计划”以项目形式实施，每年第二季度根据本规划发布下一年度实施方案，采取“统筹规划、限额申报、专家评审、择优建设、动态管理”的原则。
3. 教育部、国家外国专家局联合成立“111计划”领导小组，领导小组下设管理办公室。领导小组由各主管部门部级领导和相关司级领导组成，负责计划的宏观指导和决策；管理办公室由教育部科技司、国家外专局教科文卫司相关业务处人员组成，负责计划的具体实施。
4. 高等学校是创新引智基地建设的依托单位，应成立由校级领导牵头，科技处、外事处、人事处共同参与的“111计划”校级管理办公室，负责制定本校引进海外人才的相应政策，建立有利于创新引智基地发展的管理体制与运行机制，并负责与其相关的协调、实施和管理工作。
5. 领导小组聘请国内外知名学者组成专家委员会，作为学术咨询机构，负责创新引智基地的评审、评估和监督工作。
6. 领导小组根据专家委员会评审结果审核确定创新引智基地名单和资助经费。
7. 各创新引智基地根据计划，瞄准学科前沿，自主开展合作研究、学术交流、联合培养博士研究生、选派国内科研骨干赴国外一流大学或研究机构从事合作研究、积极争取承担国内外重大科研任务，提升学科国际竞争力，力争进入世界一流行列。
8. 创新引智基地建设期为5年。运行2年后，由领导小组委托专家委员会对基地的学科发展、人才引进与培养、合作研究进展等进行中期评估。对评估结果好的，给予滚动支持；对明显未达到计划要求、难以完成预期目标的，将停止或暂缓资助。在总数不变的原则下，有进有出，吸纳符合条件的进入创新引智基地行列。
9. 创新引智基地建设期结束后，由领导小组委托专家委员会对基地建设进行综合验收，并按一定比例评选出优秀创新引智基地，给予表彰和奖励。
10. 项目执行期间所发表的论文、专著、研究报告、资料、鉴定证书及成果报道等，均须标注“高等学校学科创新引智计划资助”（SupportedbytheProgrammeofIntroducingTalentsofDisciplinetoUniversities）中英文字样和项目编号。

## 经费筹措[2]
1. “111计划”专项经费由国家外国专家局和教育部及高等学校主管部门共同筹措，在年度预算计划中单列。其中列入“985工程”的高等学校项目经费由国家外国专家局和教育部共同筹措,未列入“985工程”高等学校项目经费由国家外国专家局和高等学校主管部门共同筹措。“十一五”期间，国家外国专家局投入不少于3亿元，教育部和其他高等学校主管部门投入不少于3亿元。
2. 创新引智基地经费，根据引进人才的需要和绩效评估结果，分年度报送预算审核拨付。
3. 经费主要用途：
  - 聘请海外人才的国际旅费、津贴、住房、医疗等开支；
  - 开展科学研究所需的科研业务费、实验材料费、人员费、助研津贴和其他相关费用，原则上不用于购买30万元以上的大型仪器设备；
  - 创新引智基地配备的国内优秀科研骨干赴国外一流大学、科研机构从事合作研究、短期访问及联合培养博士研究生所需费用；
  - 其他与创新引智基地相关的费用。
4. “111计划”专项经费的使用与管理应严格执行国家有关财务规章制度规定，并接受财务审计部门的监督检查。

## 目前入选的高校
根据教育部文件：
| 省/直辖市/自治区（数量） | 高校名单 |
| ------------------------ | --- |
| 北京市（24所）           | 北京大学、清华大学、北京化工大学、北京邮电大学、北京师范大学、中国人民大学、北京协和医学院、北京航空航天大学、北京林业大学、北京交通大学、北京理工大学、中国农业大学、中国地质大学（北京）、北京科技大学、北京体育大学、中国政法大学、中国传媒大学、中国矿业大学（北京）、华北电力大学、中央民族大学、中央财经大学、中国石油大学（北京）、北京信息科技大学、北京中医药大学 |
| 上海市（9所）            | 复旦大学、上海交通大学、同济大学、华东师范大学、东华大学、上海大学、华东理工大学、上海财经大学、上海中医药大学 |
| 江苏省（13所）           | 南京大学、东南大学、中国矿业大学、河海大学、中国药科大学、南京航空航天大学、南京理工大学、南京农业大学、江南大学、苏州大学、南京工业大学、扬州大学、南京邮电大学 |
| 湖北省（7所）            | 华中科技大学、武汉大学、武汉理工大学、华中师范大学、华中农业大学、中国地质大学（武汉）、湖北大学、湖北工业大学 |
| 陕西省（7所）            | 西安交通大学、西北工业大学、西安电子科技大学、长安大学、陕西师范大学、西北农林科技大学、西北大学 |
| 四川省（7所）            | 四川大学、电子科技大学、西南交通大学、西南财经大学、成都理工大学、四川农业大学、西南石油大学 |
| 山东省（7所）            | 山东大学、中国海洋大学、中国石油大学（华东）、青岛大学、青岛理工大学、青岛科技大学、济南大学 |
| 河南省（3所）            | 河南大学、河南师范大学、新乡医学院 |
| 吉林省（4所）            | 吉林大学、东北师范大学、吉林农业大学、长春理工大学 |
| 广西壮族自治区（1所）    | 广西医科大学 |
| 广东省（6所）            | 中山大学、华南理工大学、暨南大学、华南师范大学、南方医科大学、广东工业大学 |
| 辽宁省（3所）            | 大连理工大学、东北大学、大连海事大学 |
| 天津市（4所）            | 南开大学、天津大学、天津中医药大学、天津理工大学 |
| 黑龙江省（4所）          | 哈尔滨工业大学、哈尔滨工程大学、东北林业大学、东北农业大学 |
| 湖南省（3所）            | 中南大学、湖南大学、湘潭大学 |
| 重庆市（3所）            | 重庆大学、西南大学、重庆医科大学、重庆师范大学 |
| 安徽省（2所）            | 中国科学技术大学、合肥工业大学 |
| 浙江省（7所）            | 浙江大学、浙江工业大学、浙江师范大学、杭州电子科技大学、宁波大学、浙江农林大学、温州医科大学 |
| 江西省（1所）            | 东华理工大学 |
| 福建省（3所）            | 厦门大学、福州大学、福建农林大学 |
| 云南省（1所）            | 云南大学 |
| 贵州省（2所）            | 贵州大学、贵州师范大学 |
| 甘肃省（2所）            | 兰州大学、西北师范大学 |
| 宁夏回族自治区（1所）    | 宁夏大学 |
| 内蒙古自治区（1所）      | 内蒙古大学 |
| 新疆维吾尔自治区（1所）  | 新疆医科大学 |
| 西藏自治区（1所）        | 西藏大学 |